# Callas
Callas is een gemeente in het Franse departement Var (regio Provence-Alpes-Côte d'Azur) en telt 1823 inwoners (2011). De plaats maakt deel uit van het arrondissement Draguignan.

## Geografie
De oppervlakte van Callas bedraagt 49,1 km², de bevolkingsdichtheid is 37,1 inwoners per km².
De onderstaande kaart toont de ligging van Callas met de belangrijkste infrastructuur en aangrenzende gemeenten.

## Demografie
Onderstaande figuur toont het verloop van het inwonertal (bron: INSEE-tellingen).